# Rataryd
Rataryd är en by, med ett 50-tal invånare, utanför Ljungby i Småland. Den ligger ca 12 km väster om Ljungby, vid Lillasjö. Lillasjö har avrinning till Bolmen. 